# Holopogon stellatus
Holopogon stellatus är en tvåvingeart som beskrevs av Martin 1959. Holopogon stellatus ingår i släktet Holopogon och familjen rovflugor. Inga underarter finns listade i Catalogue of Life.